# Vlag van Manhay
De vlag van Manhay is op 3 oktober 1995 bij raadsbesluit vastgesteld als de vlag van de gemeente Manhay in de Belgische provincie Luxemburg. De vlag kan als volgt worden beschreven:
Zeven horizontale banen van wit-blauw-wit-rood-wit-blauw-wit.
De vlag werd pas op 28 maart 1996 bevestigd door de Franse Gemeenschapsregering. De vlag is gebaseerd op het gemeentewapen.